# 岡田保典
岡田 保典（おかだ やすのり、1949年 - ）は、日本の医学研究者（病理学）。血液型はO型。学位は、医学博士（金沢大学・1978年）（博士論文「マウス滑液膜の発育と超微構造」）。

## 略歴
- 1974年 金沢大学医学部卒業[2]
- 1978年 金沢大学大学院医学研究科修了[2]
- 1978年 金沢大学医学部病理学第一講座 助手[3]
- 1979年 金沢大学医学部病理学第一講座 講師[3]
- 1983年 金沢大学医療技術短期大学部 助教授[2]
  - 内 1984年4月-1986年3月 米国ニュージャージー医科歯科大学（Rutgers Med. School）NIH奨励研究員兼客員助教授 留学[2]
- 1994年 金沢大学がん研究所 教授[2]
- 1997年 慶應義塾大学医学部病理学教室 教授[2]
- 2013年 順天堂大学大学院医学研究科 客員教授[3]

## 受賞歴
- 1992年 日本結合組織学会賞（大高賞）[2]
- 1993年 とやま賞[2]
- 1993年 日本リウマチ学会賞[2]
- 1998年 ノバルティス・リウマチ賞[2][4]
- 2003年 井上春成賞[2]
- 2010年 科学技術分野の文部科学大臣表彰 科学技術賞（開発部門）[3]
- 2014年 慶應義塾大学 義塾賞[3]
- 2016年 日本結合組織学会学術賞[3]